# Соната для фортепиано № 13 (Бетховен)
Соната для фортепиано № 13 ми-бемоль мажор, опус 27 № 1, была написана Бетховеном в 1801 году и посвящена его ученице — княгине Софии Лихтенштейн. В опус 27 вошли две сонаты композитора, одинаково озаглавленные им «Sonata quasi una Fantasia», но если вторая получила всемирную известность, то первая соната опуса какое-то время оставалась практически безвестной. Несмотря на то что эта соната находится в тени Лунной сонаты, многие критики отмечали её выдающиеся достоинства.

## Структура
Соната для фортепиано № 13 Бетховена состоит из четырёх частей: 1) Andante. Allegro. Andante, 2) Allegro molto e vivace, 3) Adagio con espressione 4) Allegro vivace.
Первая часть сонаты Andante. Allegro. Andante, Es-dur, имеет трёхчастную форму, медленное и неглубокое течение Andante, сменяется в середине первой части порывами Allegro.
Вторая часть сонаты Allegro molto е vivace, c-moll, снова порывом сменяет спокойное течение первой части. Любопытно, что в музыке второй части проскальзывают отголоски влияния Баха.
Третья часть сонаты Adagio con espressione, As-dur, развивает тему первых частей.
Четвёртая часть сонаты Allegro vivace, Es-dur, даёт неожиданную развязку сонаты, с самого начала финала вырисовывается образ народной музыкальной стихии, возможно даже с элементами влияния славянских танцевальных мелодий.